# Bois-Brûlés

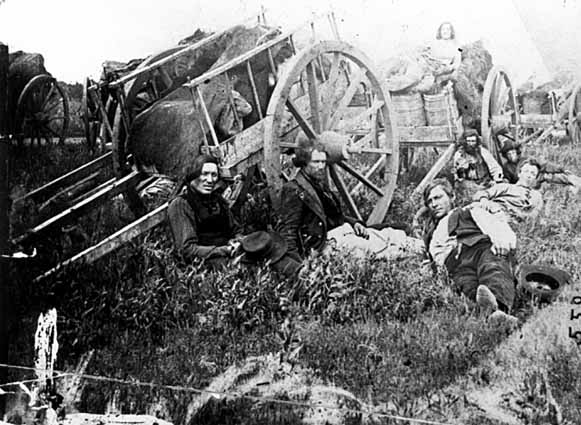
Batalla de Seven Oaks

Los Bois-Brûlés ("madera quemada"), o Brullis (una traducción francesa del nombre indio sichangu) es una sub-tribu de los Lakota de Norteamérica (división del río Teton). El nombre es  muy frecuentemente asociado a aquellos en Manitoba, que en 1869 tuvieron una temporal relevancia en conexión a la Rebelión Rids; en ese momento habían perdido toda su pureza tribal, y fueron alternativamente llamados Métis (semi-castos), siendo la mayoría descendientes de franco-canadienses.
Tomaron parte en la Batalla de Seven Oaks (1816).
El nombre Bois-Brûlés parece haber ganado popularidad y uso general tras la fusión de la Compañía de la Bahía de Hudson y la North West Company en 1821, aunque Martin McLeod se refiere a los "Brules" en su diario aun en 1837.